# Herbert Giffei
Herbert Giffei (* 3. Juli 1908 in Hamburg; † 20. Februar 1995) war ein deutscher Pädagoge, Theaterpädagoge und Publizist.

## Studium
Giffei studierte an der Philipps-Universität in Marburg für das Lehramt die Fächer Germanistik und Geschichte, außerdem Philosophie und Kunstgeschichte. Er promovierte 1931 bei Harry Maync (1874–1947) zum Thema Christian Morgenstern als Mystiker. In seiner literaturwissenschaftlichen Dissertation sieht Giffei in der Mystik „das ganz besondere Charakteristikum dieser eigentümlichen Dichtergestalt“, interpretiert Morgenstern als Vertreter eines „theomonistischen Pantheismus“ und erkennt eine „Wesensverwandtschaft“ zwischen diesem und Meister Eckehart.

## Berufliche Entwicklung
Ab 1932 führte er Martin Luserkes Darstellendes Spiel als Bewegungsspiel an reformpädagogischen Schullandheimen ein.
Giffei arbeitete nach dem Zweiten Weltkrieg zunächst als Lehrer an dem 1947 gegründeten Jugendhof Barsbüttel und danach an einer Schule in Oldenburg i. O. Während dieser Zeit beteiligte er sich aktiv an einer Bauhütte Luserkes an der Gelehrtenschule in Meldorf und nahm dazu 1952 an einem Interview des Norddeutschen Rundfunks teil.
Giffeis Bühnenstück Der Eseltreiber von Teramo entstand in einer Bauhütten-Gemeinschaftsarbeit mit der Gruppe 55 am Jugendhof Barsbüttel.
Zwischen 1954 und 1973 war er an der Walddörferschule in Hamburg-Volksdorf als Lehrer tätig und adaptierte dort wie zuvor Luserkes Laienspiel, das dieser zwischen 1947 und 1952 als Meldorfer Spielweise bezeichnet hatte. Dazu verfasste er eigene Bühnenstücke.
Giffei kritisierte Ansätze, das Darstellende Spiel zu pädagogisieren. Stattdessen versuchte er, theaterspezifische Bildungsansätze aufzuzeigen.
Er charakterisierte Luserke als Wegbereiter der modernen Erlebnispädagogik. Er habe das Segeln an der Schule am Meer auf der Nordseeinsel Juist, die Musik z. B. mit Eduard Zuckmayer, Kurt Sydow und Heinrich Lohse sowie die spezifischen Züge schulischer Theaterpraxis als Gestaltungs- und Existenzformen „evidenter Erlebnisse“ angesehen. Erlebnishaft-emotionale Wesenskräfte von Kindern und Jugendlichen müssten sich durch das künstlerisch-musische Schaffen in ihrer äußeren Gestalt verwirklichen können.
Mit Luserke, einem Reformpädagogen, Barden, Theaterschaffenden und Schriftsteller, war er befreundet. Giffei gab in der Nachkriegszeit für die von Hubert H. Kelter, dem Geschäftsführer der Handelskammer Hamburg und Leiter der dortigen Commerzbibliothek, geleitete Martin-Luserke-Gesellschaft Werke Luserkes neu heraus. Posthum veröffentlichte und kommentierte er 1974 Luserkes unvollendetes Alterswerk Agitur ergo sum – Versuch einer morphologischen Deutung des Ur-Zusammenhangs von Theater und Bewusstsein.

## Werke (Auszug)
- Der Eseltreiber von Teramo – Ein musikalisches Bewegungsspiel in 3 Reigen. Bärenreiter-Verlag, Kassel/Basel 1958.
- als Hrsg. mit Gertrud Seydelmann und Rudolf Sieverts: Der Jugendhof Barsbüttel 1947–1958. Hartung Verlag, Hamburg 1959.
- mit Hildegard Krützfeldt-Junker: Prinz Piccolo oder Die Legende von dem ganz grossen Reich und dem winzig kleinen Land (Textbuch). Bärenreiter-Verlag, Kassel/Basel 1962.
- mit Hildegard Krützfeldt-Junker: Prinz Piccolo oder Die Legende von dem ganz grossen Reich und dem winzig kleinen Land (Notenteil). Bärenreiter-Verlag, Kassel/Basel 1962.
- als Hrsg.: Sar Ubo und Siri – Die 12 Geschichten von Sar Ubo, dem es verhängt war, das Unerhörte zu tun, neu hrsg. im Auftrag der Martin-Luserke-Gesellschaft e. V., Hamburg. Hans Christians Verlag, Hamburg 1962.
- mit Josef Elias und Rudi Müller: Was ist Theater ? Drama und Theater – Mimisch-poetisches Theater – Musikalisch-choreographisches Theater – Theater als Montage – Autinomes Theater. Manz’sche Verlags- und Universitätsbuchhandlung, München 1965.
- mit Olaf Klose, Ellen Redlefsen, Rudolf Zöllner, Ludwig Dettmann, Wolfgang Laur, Johann Wolfgang von Goethe, Detlev W. Schumann, Martin Luserke, Hans-Günther Andresen: Nordelbingen. (= Beiträge zur Kunst- und Kulturgeschichte, Bd. 42). Westholsteinische Verlagsanstalt Boyens & Co., Heide 1973.
- als Hrsg.: Agitur ergo sum? Versuch einer morphologischen Deutung des Ur-Zusammenhangs von Theater und Bewusstsein, hrsg. aus dem Nachlass Martin Luserkes im Auftrag der Martin-Luserke-Gesellschaft e. V., Hamburg. Hans Christians Verlag, Hamburg 1974.
- Christian Morgenstern als Mystiker (Nachdruck: Haupt Verlag, Bern 1931). Kraus Reprint, Nendeln/Liechtenstein 1975
- als Hrsg.: Am Rand der bewohnbaren Welt – Sechs Erzählungen von Martin Luserke. Verlag Die Brigantine Dulk, Hamburg 1976. ISBN 3-87100-028-0.
- Martin Luserke und das Theater. Hrsg. v. d. Landesarbeitsgemeinschaft für Spiel und Amateurtheater Nordrhein-Westfalen, Recklinghausen 1979.
- Bauform und Inszenierung von Bewegungsspielen. Das Theatermodell Martin Luserkes. Darstellendes Spiel. Schultheater. SEK II. Pädagogisches Zentrum, Berlin 1979.
- als Hrsg.: Theater machen – Ein Handbuch für die Amateur- und Schulbühne. Otto-Maier-Verlag, Ravensburg 1982. ISBN 978-3-473-42356-9.
- Beiträge in: Martin Luserke – Reformpädagoge, Dichter, Theatermann, Gründer der Schule am Meer auf der Nordseeinsel Juist, mit Beiträgen von Herbert Giffei, Hubert H. Kelter, Martin Kießig, Peter Lambrecht, Dieter Luserke und Jörg W. Ziegenspeck, hrsg. v. Jörg W. Ziegenspeck (= Wegbereiter der modernen Erlebnispädagogik, Bd. 6). Neubauer Verlag, Lüneburg 1987. ISBN 978-3-88456-040-2.
- Musikalische Dramaturgie im Schauspiel, in: Theater in der Schule, hrsg. von der Körber-Stiftung und der Bundesarbeitsgemeinschaft Darstellendes Spiel e. V., Hamburg 2000, S. 38–46.